# 階序人
《階序人：卡斯特體系及其衍生現象》（法語：Homo Hierarchicus: Essai sur le système des castes），是研究種姓制度的人類學與社會學著作，由法國人類學家路易·杜蒙所著。該書整合印度學與人類學的成果，提出潔淨與不潔淨以及「階序」這兩個概念，因此成為今日印度研究領域中最有影響力的書籍之一。